# Árvore de Campainhas
A árvore de campainhas é um estandarte tradicional representativo de bandas militares. Chegou à Europa através dos turcos, nas guerras contra os austríacos do século XVII. Inicialmente como um cobiçado  troféu de guerra, devido a estar associada aos Janízaros, tropa especial do Império Otomano. Havia tanto empenho em adquiri-las, que ocasionaram abusos; sendo então estabelecido um máximo de oito árvores para a infantaria, e vedado o seu uso pela cavalaria. Originando-se aí a tradição de ser portada exclusivamente por tropas que combatem a pé.

Os primeiros exércitos a adotarem foram o austríaco e o polonês. No século XVIII o uso se estendeu ao exército francês e inglês; copiado a seguir por outras nações. No Brasil chegou após terem sido adotadas em Portugal, no início do século XIX.

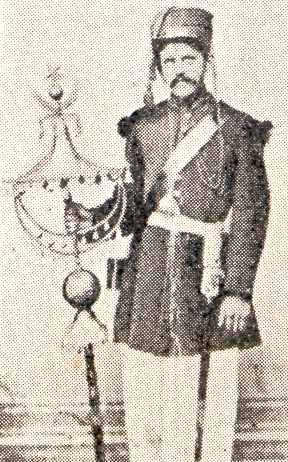
Árvore de campainhas da Banda de Música da Polícia Militar do Paraná - 1868.

## Aspecto
Compõem-se basicamente de um suporte ricamente adornado, com pingentes e símbolos orientais, fixo a uma haste com mola, com uma esfera de lastro para intensificar o som das campainhas. O porte dessa peça exige um militar com constituição robusta, pois o peso pode alcançar até dez quilos, com uma haste de até dois metros de comprimento.
Denominações em outros idiomas
- Schellenbaum (alemão);
- Chapeaux Chinois (francês);
- Shell Trees, Jingling Johnnie, Pavillon Chinois, ou Turkish Crescent (inglês);
- Chinesco (espanhol);
- Cappello Chinese (italiano).

## Evolução
Com intensificação do nacionalismo europeu os estandartes passaram a representar uma simbologia nacional; sendo abolidos os ornamentos orientais, possivelmente devido à simbologia islâmica. Na Alemanha (em 1902) o Imperador Guilherme II ordenou a padronização das árvores de campainhas; passando a ser usada a águia alemã na extremidade da haste, e crineiras com as cores nacionais, além de outros distintivos. Essas alterações são mantidas até hoje, e os países que a adotaram depois dessas mudanças, particularmente os sul-americanos, herdaram essa tardia versão alemã.

No Brasil as árvores de campainhas entraram em desuso com a República; substituídas por hastes com liras e teclado central, no qual o portador dava acompanhamento à música. No período recente foram reativadas, infelizmente foi adotado o exótico modelo alemão.

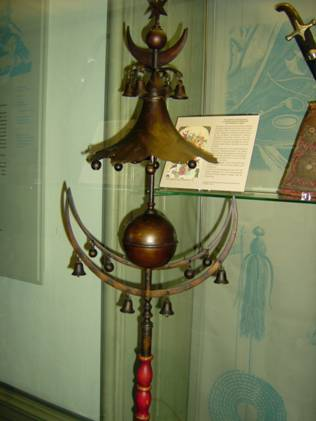
Árvore de campainhas em museu de Rastatt - Alemanha.

## Exemplares preservados
No Brasil
- Existem alguns exemplares preservados no Museu Histórico Nacional, no Rio de Janeiro.
- A Tradicional Banda Marcial do Corpo de Fuzileiros Navais, subordinada ao Batalhão Naval, sediada na Fortaleza de São José da Ilha das Cobras, utiliza um exemplar como símbolo durante as suas apresentações.

Em Portugal
- Constam dois exemplares preservados: um no Museu Militar do Buçaco e outro no Regimento de Infantaria de Viseu; sendo este utilizado nas Comemorações das Guerras Peninsulares que se realizam anualmente no Buçaco e em Almeida, pelo Exército Português.